# Inhibiteur de cyclooxygénase à libération de monoxyde d'azote

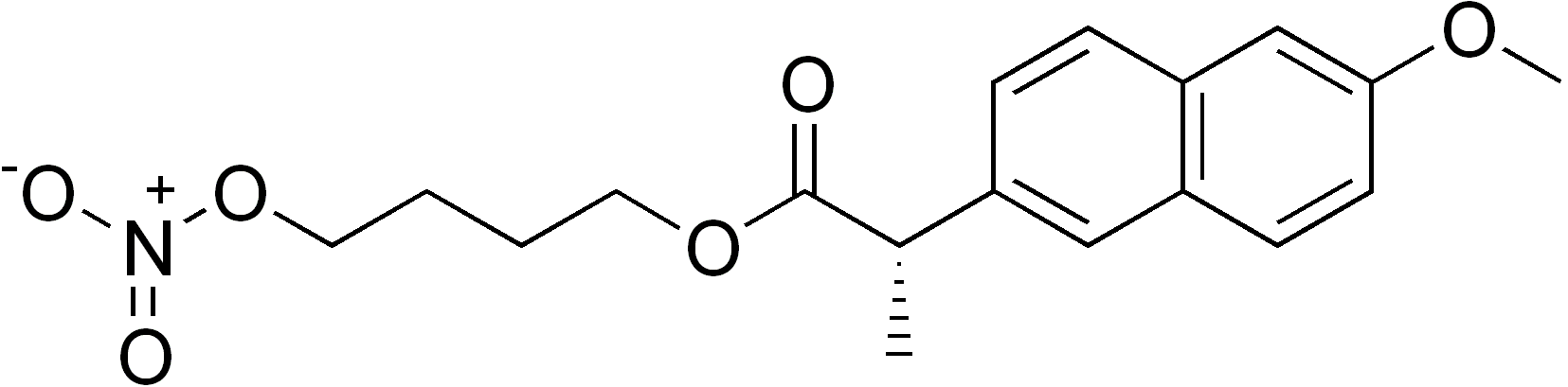
Structure du nitroxybutylester de naproxène, un NO-AINS dérivé du naproxène.

Les inhibiteurs de cyclooxygénase à libération de monoxyde d'azote ou NO-AINS (en anglais COX-inhibiting nitric oxide donator, CINOD ou NO-NSAID), sont une nouvelle classe d’anti-inflammatoires. Ces composés organiques sont des nitroesters d'anti-inflammatoires non stéroïdiens qui peuvent être utilisés en remplacement des AINS d'ancienne génération. 
Ces composés ont été décrits pour la première fois par John L. Wallace (en) et ses collègues de l'Université de Calgary,,,. Ils sont dérivés d'un AINS existant auquel est ajouté, généralement par liaison ester, un radical libérant du monoxyde d'azote (NO). Les NO-AINS conservent ainsi l'efficacité anti-inflammatoire des AINS via l'inhibition des cyclooxygénases (COX) tout en améliorant la sécurité gastrique et vasculaire, vraisemblablement via la vasodilatation, l'inhibition de l'adhésion des leucocytes et l'inhibition des caspases, autant d'effets connus du NO. En plus d'être actifs sur la COX-2, les inhibiteurs de cyclooxygénase non sélectifs agissent également sur la COX-1, avec tous les effets secondaires que cela entraine (principalement une gastrolescence élevée). L'introduction de nitrate dans la structure moléculaire a permis d'éviter ou d'atténuer ces effets secondaires : les NO-AINS libèrent in vivo du monoxyde d'azote, un puissant vasodilatateur endogène aux effets cytoprotecteurs similaires à ceux des prostaglandines. 
Le naproxcinod est le composé le plus avancé de cette nouvelle génération, qui potentiellement peut changer les habitudes des prescripteurs et augmenter la sécurité des patients sous traitement long et en particulier les personnes âgées.

## Historique
Les anti-inflammatoires non stéroïdiens sont largement prescrits pour le traitement de la douleur et l'inflammation, en dépit de leurs effets secondaires qui incluent des complications gastro-intestinales, y compris des saignements et des risques de perforation. L'inhibition des cyclooxygénases est le principal mécanisme d'action de l'aspirine et autres anti-inflammatoires non stéroïdiens.
Les premiers NO-AINS ont été développés dans les années 1990 et aucun n'a encore été approuvé pour une utilisation par le grand public. Grâce à la libération de monoxyde d'azote (NO), les NO-AINS montrent une amélioration de la sécurité dans le profil du tractus gastro-intestinal.
L'importance de développer de tels médicaments a augmenté lorsque des coxib — des AINS spécifiques à la COX-2 — le rofécoxib (Vioxx), le valdécoxib et le lumiracoxib (en) (Prexige), ont été retirés des principaux marchés pharmaceutiques au milieu des années 2000 en raison de problèmes de sécurité vasculaire (risques de crise cardiaque ou d'accident vasculaire cérébral). De plus, les AINS traditionnels augmentent la pression artérielle et interfèrent avec les actions des antihypertenseurs.
Plusieurs NO-AINS sont testés dans des essais cliniques, dont les plus avancés ont été menés par la société pharmaceutique française NicOx avec le naproxcinod (NO-naproxène, nitronaproxène) qui a connu des essais de phase III pour le traitement de l'arthrose. Le naproxcinod est un composé de naproxène et d'un groupe donneur de NO. D'autres NO-AINS ont également été testés par NicOx pour le traitement de maladies dans lesquelles l'inflammation joue un rôle.

## Réactions in vivo
Dans l'environnement acide de l'estomac, les NO-AINS (dans l'exemple ci-dessous, l'aspirine nitroxybutylester, une nitroaspirine) subit une première étape de décomposition libérant du dioxyde d'azote qui se décompose à son tour en monoxyde d'azote. Le salicylate d'hydroxybutyle résiduel subit ensuite l'hydrolyse de la liaison ester avec la libération de 1,4-butanediol et d'acide acétylsalicylique sous forme pharmacologiquement active.

## Nitroaspirine
Les nitroaspirines, ou NO-aspirines, sont des NO-AINS à base d'acide acétylsalicylique. La caractéristique de non sélectivité COX des salicylates tels que l'aspirine fait que l'introduction du groupe nitrate réduit considérablement sa gastrolescence. Un exemple notable est donné par la nitroaspirine, un dérivé d'ester nitroxiarylique de l'acide acétylsalicylique.